# Imperfect Harmonies
Imperfect Harmonies — второй сольный альбом вокалиста рок-группы System of a Down Сержа Танкяна. Альбом был анонсирован 30 марта 2010 года. 9 августа была объявлена окончательная дата релиза — 21 сентября.
Спустя почти три недели после выпуска альбом дебютировал на третьем месте чарта хард-рок-альбомов Billboard, но уже со следующей недели он вылетел из десятки лучших.

## Список композиций
| №   | Название                                                   | Длительность |
| --- | ---------------------------------------------------------- | ------------ |
| 1.  | «Disowned Inc. (Корпорация отрекшихся)»                    | 4:07         |
| 2.  | «Borders Are… (Границы)»                                   | 4:37         |
| 3.  | «Deserving? (Заслуживаю ли?)»                              | 4:05         |
| 4.  | «Beatus (Это выше нас)»                                    | 4:41         |
| 5.  | «Reconstructive Demonstrations (Демонстрации перестройки)» | 5:04         |
| 6.  | «Electron (Электрон)»                                      | 3:46         |
| 7.  | «Gate 21 (21 врата)»                                       | 2:43         |
| 8.  | «Yes, It's Genocide (Да, это был геноцид)»                 | 3:15         |
| 9.  | «Peace Be Revenged (Мир будет отомщен)»                    | 3:59         |
| 10. | «Left of Center (Слева от центра)»                         | 3:07         |
| 11. | «Wings of Summer (Крылья лета)»                            | 4:45         |

| №   | Название                                   | Длительность |
| --- | ------------------------------------------ | ------------ |
| 12. | «Goddamn Trigger (Дьявольский курок)»      | 3:20         |
| 13. | «Deserving?» (Оркестровская версия)        | 4:07         |
| 14. | «Peace Be Revenged» (Оркестровская версия) | 3:56         |